# Spex (rivista)
Spex era una rivista tedesca di cultura rock e pop con sede a Berlino, in Germania. Oltre alle notizie di ambito musicale, Spex si occupava anche di letteratura, cinema, moda e tendenze sociali contemporanee. Per un certo periodo di tempo il periodico venne venduto con un CD allegato. La rivista fu terminò la pubblicazione cartacea nel dicembre 2018

## Storia

### La fondazione
Il primo numero del giornale fu pubblicato a Colonia nel 1980 da un piccolo gruppo di scrittori che decisero di fondare il proprio giornale di ambito musicale: questi erano Gerald Hündgen, Clara Drechsler, Dirk Scheuring, Wilfried Rütten e Peter Bömmels. Inizialmente avevano pensato di chiamarlo 555, ma alla fine avevano optato per Spex, che nello slang inglese significa "occhiali". Il nome Spex ricordava inoltre quello del gruppo punk X-Ray Spex, allora molto famoso. Inizialmente la rivista venne distribuita nei negozi di dischi e nelle stazioni ferroviarie. Gli articoli non erano elaborati come quelli pubblicati su riviste analoghe, poiché l'obiettivo era quello di presentare nuovi giovani artisti. Nel primo anno furono pubblicati quattro numeri. Spex diventò mensile nel 1981. Nel 1983 il suo principale concorrente, Sounds, periodico che pubblicava articoli su artisti e tendenze molto moderni come il punk, la new wave e la new wave tedesca, chiuse i battenti e la maggior parte del suo team editoriale fu assunta a Spex. Gli articoli presero una nuova piega, più teorica e più letteraria.

### La fama
Intorno al 1983, Spex ottenne il riconoscimento di rivista musicale di rilievo grazie alla qualità della sua linea editoriale, competendo con riviste musicali britanniche come New Musical Express o The Face. Il punto di forza della rivista era quello di concentrarsi sulla musica pop nel contesto della cultura pop, affrontando comunque temi sociali e politici con un tono umoristico e ironico. Alcuni scrittori di Spex hanno visto la loro fama aumentare quando hanno iniziato a scrivere rubriche di opinione, come gli editoriali di Diedrich Diederichsen, Rainald Goetz o Clara Drechsler, che le sono valsi paragoni con Julie Burchill. Spex non era solo una piattaforma per nuovi autori, ma anche per le nuove tendenze. Una delle prime pubblicazioni ad avere Madonna in copertina (novembre 1983); la rivista apre le sue pagine anche al dibattito su temi tecnici e sociali contemporanei, come il "girlism".
Tuttavia, a causa della sua grande libertà, Spex era portato a parlare solo di argomenti che interessavano la redazione, ignorando altre tendenze degne di nota. Alcuni bravi artisti vennero rifiutati per principio. Gli Smiths, ad esempio, non sono mai piaciuti a Spex, mentre i Die Toten Hosen sono sempre stati oggetto di garbati elogi. Diedrich Diederichsen, direttore dal 1985 al 1991, ha puntato i riflettori sulle band indie punk americane (principalmente della SST Records) a discapito di altri generi di musica pop come l'house o l'hip hop . Alla fine del 1999, dopo diciannove anni di esistenza, Spex fallì e fu acquistata da Piranha Media. Ciò segnò la fine dell'autoproduzione e la rivista fu completamente ristrutturata poiché molti dipendenti scelsero di andarsene. I critici videro l'acquisizione come una perdita di indipendenza della Spex e predissero che sarebbe diventata un portavoce dell'industria musicale.

### La ristrutturazione
Nel 2006 la società madre Piranha Media annunciò il trasferimento della redazione da Colonia a Berlino. Il direttore Alex Lacher affermò che ciò era necessario per ragioni pratiche (essendo più vicini all'industria musicale di Berlino) e per ragioni finanziarie: la perdita di entrate causata dal divieto di pubblicità del tabacco sui giornali tedeschi li aveva costretti a chiudere una delle loro tre redazioni (Berlino, Colonia e Monaco). Questa decisione fu vista come un pretesto da parte di Piranha per sbarazzarsi della redazione. Al trasferimento si oppose il personale di Colonia e in parte venne licenziato dopo la pubblicazione del numero di gennaio 2007. Max Dax venne nominato nuovo direttore e Spex si stabilì nel quartiere berlinese Kreuzberg, dove aveva già sede Groove, una pubblicazione della Piranha dedicata alla musica techno.

### Il nuovoSpex
Nel marzo 2007 uscì il primo numero del nuovo Spex di Berlino. Da quel momento il giornale divenne bimestrale. Questa scelta fu motivata dalla profonda trasformazione dei contenuti della rivista e dalla decisione di privilegiare l'analisi delle tendenze musicali e artistiche più ampie rispetto alla copertura delle notizie. Spex non si concentrò più solo sulla pubblicazione di nuove uscite, ma anche sull'analisi critica delle moderne evoluzioni sociali. Conteneva più pagine, articoli più lunghi e meno recensioni di dischi, ma più dettagliate. Le condizioni della produzione artistica sono un argomento di interesse, con approfondimenti speciali sulla globalizzazione, l'ascesa della cultura digitale, la depoliticizzazione e le difficoltà dell'industria musicale. Le ragioni di questi cambiamenti editoriali sono molteplici. Negli ultimi anni del periodo di Colonia, i lettori lamentavano un peggioramento della qualità editoriale, sostenendo che la rivista stava perdendo la sua caratteristica arguzia e si limitava ogni mese a pubblicare con indifferenza recensioni di dischi. In questo senso, Spex non era più una voce distinta da altre riviste musicali come Intro, Uncle Sally o Musikexpress. Inoltre, le difficoltà finanziarie dell'industria musicale, che si traducevano in un calo delle cifre degli acquisti pubblicitari, potrebbero aver indotto Spex a diversificare gli argomenti trattati. Spex di Berlino superò le difficoltà iniziali, con una solida situazione finanziaria e un feedback positivo da parte dei suoi lettori e colleghi: da una tiratura di 18.400 copie all'inizio del 2007, l'anno dopo raggiunse le 21.349 copie, con un aumento del 14%. (fonte: ( IVW ).
Nel numero 383 pubblicato il 15 ottobre 2018 è stato annunciato che il numero in uscita il 27 dicembre 2018 sarebbe stato l'ultimo.